# 尼氏南鰍
尼氏南鰍（學名：Schistura nicholsi）為輻鰭魚綱鯉形目條鰍科南鰍屬的其中一種。分布於亞洲寮國及泰國湄公河流域，本魚體延長，口下位，具觸鬚3對，上唇中央無缺刻，體側有8-10深色、不規則的縱帶，略微比間隙寬，在尾鰭基底的一條完全的黑色橫帶，背鰭基部有一個黑色的斑點，側線不完全，止於臀鰭基部，背鰭軟條12枚，臀鰭軟條8枚，體長可達7.4公分，棲息在水流快速、礫石底質河川底層水域，以藻類及水生昆蟲為食，生活習性不明。

## 扩展阅读
維基物種上的相關：尼氏南鰍